# Cet été-là (bande dessinée)
Pour les articles homonymes, voir Cet été-là.
Cet été-là (This One Summer) est un album de bande dessinée scénarisé par Mariko Tamaki et dessiné par sa cousine, Jillian Tamaki, toutes deux canadiennes, et publié en 2014 par la maison d'édition américaine First Second Books. La version française est parue la même année chez Rue de Sèvres.
Cet album, deuxième collaboration des Tamaki après Skim en 2008, est un succès critique international, recevant notamment le Prix Eisner du meilleur album en 2015.
Une adaptation cinématographique franco-belge sous le même titre réalisée par Éric Lartigau sort en 2022.

## Synopsis
Chaque année, la famille Wallace, composée de Rose, treize ans, et de ses parents, Evan et Alice, part en vacances à Awago Beach, en Ontario, au Canada. Rose y retrouve Windy, onze ans, qu'elle connaît depuis son enfance. Mais sa famille traverse une crise, due aux multiples tentatives infructueuses du couple pour avoir un second enfant. Rose connaît également ses premiers amours en se sentant attirée par Duncan, surnommé le Dud, un jeune vendeur d'Awago, qui a eu plus tôt une relation avec une fille du coin, Jenny.

## Analyse
Les auteures, Mariko et Jillian Tamaki, se sont inspirées de l'observation d'adolescents, tout en reconnaissant l'influence du temps qu'elles ont pu passer au Canada. Jillian Tamaki a notamment effectué des recherches approfondies, « indispensables pour insérer les éléments sensoriels dans l'histoire. Mon travail est de rendre les choses spécifiques et viscérales. Je prends des notes et j'ouvre l'oreille chaque fois que je suis près d'enfants, afin de relever leurs tics et leurs nuances, mais une chose que j'ai vraiment appris lors de cet exercice est de savoir à quel point ils sont bruyants »,.

## Publication
Cet été-là est publié par First Second Books le 6 mai 2014  (ISBN 9781626720947).
La version française, traduite par Fanny Soubiran, sort le 14 mai 2014 chez Rue de Sèvres  (ISBN 978-2-369-81088-9).

## Réception
L'album a reçu le soutien de la part de nombreux auteurs réputés, dont Craig Thompson, qui en livre une description élogieuse : « Cet été-là avance en chancelant sur la ligne de faille de la pré-adolescence, quand la naïveté confortable de l'enfance s'estompe, laissant place aux sombres complexités de la vie adulte. J'ai adoré ce livre. »
Aux États-Unis, l'album est classé dixième du « Top 10 Young Adult Books » sur le site du magazine Time. The New York Times décrit Cet été-là comme un « roman graphique pour les lecteurs qui en apprécient la forme, ainsi que pour les passionnés de récits de passage à l'âge adulte »,.
En France, pour Libération, « impressionniste, Cet été-là tient à quelques moments de grâce, comme ces instantanés suspendus hors du temps, des petits gestes apparemment sans valeurs, mais qui resteront en mémoire une fois l’été passé ». Pour du9, « ce livre raconte la rencontre avec la réalité de la vie, comme elle est vécue par les autres, et comment, même si elle peut paraître éloignée de notre propre expérience, elle nous influence profondément ».

### Censure
Cet été-là figure sur la liste des « dix livres les plus contestés » (Top Ten Most Challenged Books) de l'American Library Association (ALA), en 1re place en 2016 et en 7e place en 2018 concernant « le blasphème, les références sexuelles et certaines illustrations »,. Selon l'ALA, le raisonnement pour l'interdiction comprend son utilisation de personnages LGBT, l'utilisation de drogues, le blasphème, et la sexualité explicite.
En 2016, les bibliothèques de Henning et de Longwood retirent Cet été-là de leurs rayons après que des parents se soient plaints de l'utilisation de blasphèmes et de thèmes matures dans le livre. Après l'incident survenu en Floride en février, Mariko Tamaki déclare que le livre était destiné à des lecteurs âgés de 12 à 18 ans et qu'il contenait des représentations de jeunes gens qui parlent et font des choses d'adultes et s'en occupaient, tout en ajoutant ajouté qu'elle pensait qu'il s'agit d'un livre important pour les jeunes. La National Coalition Against Censorship (en)  et le Comic Book Legal Defense Fund (CBLDF) conteste le retrait du livre des bibliothèques, et notamment d'une bibliothèque K-12 à Henning, qui rétabli le livre pour les élèves de la 10ème à la 12ème année avec l'autorisation de leurs parents.
En réponse à la critique, l'auteur Mariko Tamaki déclare : « Il y a des gens qui sont mal à l'aise avec toute discussion sur la sexualité, qui considèrent cela comme inapproprié, peut-être, pour n'importe quel âge de jeune lecteur », « Mais en réalité, l'expulsion de ces livres ne fait qu'effacer les expériences et les vies queer ». Meryl Jaffe de la CBLDF identifie les problèmes liés au blasphème et à la sexualité dans le roman, mais affirme qu'ils sont développés de manière appropriée et représentent une description fidèle de la vie des jeunes adolescents.
En 2022, Cet été-là figure parmi les 52 livres interdits par le district scolaire d'Alpine à la suite de l'entrée en vigueur de la loi de l'Utah H.B. 374, « Sensitive Materials In Schools ». Quarante-deux pour cent des livres retirés « présentent des personnages ou des thèmes LBGTQ+ »,. Nombre de ces livres sont retirés parce qu'ils sont considérés comme contenant du matériel pornographique au sens de la nouvelle loi.

## Adaptation cinématographique
Une adaptation cinématographique réalisée par Éric Lartigau avec Rose Pou-Pellicer, Juliette Havelange, Marina Foïs, Gael García Bernal et Chiara Mastroianni est projeté lors du Arras Film Festival 2022 et sort dans les salles françaises le 4 janvier 2023.

## Distinctions
- 2014 :  Prix Ignatz du meilleur roman graphique
- 2014 :  Prix du meilleur scénario au Festival de bande dessinée de Lucques[16]
- 2015 :  sélection officielle du 42e festival international de la bande dessinée d'Angoulême
- 2015 :  Prix Eisner du meilleur album
- 2016 :  Prix Max et Moritz de la meilleure bande dessinée internationale